# Шумадія 1903
Футбольний клуб Шумадія 1903 або просто Шумадія 1903 (серб. Фудбалски клуб „Шумадија 1903" Крагујевац) — професійний сербський футбольний клуб з міста Крагуєваць. У 2009 році на короткий час злився з «Раднички 1923» (Крагуєваць) та утворив новий клуб під назвою ФК Шумадія Раднички 1923, але відновив самостійні виступи в 2010 році з Моравської зональної ліги (четвертий рівень).

## Досягнення
- Футбольна Асоціація Крагуєваць
  -  Чемпіон (3): 1932, 1933, 1937

- Шумадійська зональна ліга
  -  Чемпіон (1): 2006/07

- Сербський Олімпійський кубок
  - Фіналіст (1): 1914

## Відомі гравці
- Душан Шимич
- Данило Стоянович